# Areias (Barcelos)
Areias is een plaats (freguesia) in de Portugese gemeente Barcelos en telt 1 092 inwoners (2001).

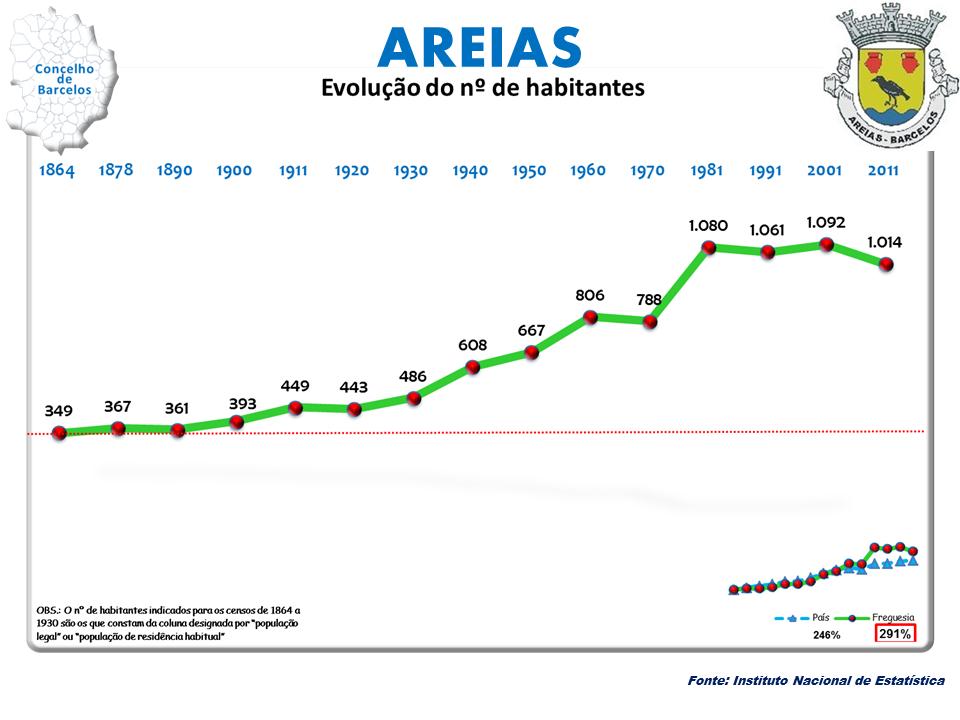
Bevolkingsontwikkeling tussen 1864 en 2011